# Ruta Provincial 13 (Neuquén)
La Ruta Provincial 13 es una carretera de 128 km ubicada al centro-oeste de la provincia de Neuquén (Argentina). Comienza en la intersección con la Ruta Nacional 40 en Zapala, y finaliza en el Paso Internacional Icalma en el límite con Chile, donde continúa como Ruta S-51-R.

## Recorrido
El kilómetro 0 se ubica en la intersección con la Ruta Nacional 40 y la Av. Cañadón Oeste en la ciudad de Zapala, desde donde continúa hacia el oeste, cruzando el FC Roca y pasando por el éjido de Los Catutos (hasta el límite de departamento).
Ya en el Departamento Picunches, el camino se vuelve sinuoso poco antes de llegar al puente del Arroyo Carreri, y va descendiendo entre curvas hasta el paraje Primeros Pinos (llamado así por la aparición de los primeros ejemplares de Araucaria en el paisaje). A partir de este punto se interrumpe el asfalto, pasando a ser un camino de tierra consolidado.
Habiendo cruzado al Departamento Aluminé, luego del empalme con la Ruta Provincial 15 en Kilka, el camino desciende a la llamada Pampa de Lonco Luan. Allí se empalma la Ruta Provincial 23 (punto donde continúa el asfalto), para luego ascender siguiendo el recorrido del Río Litrán. Ya en el paraje homónimo, se encuentra la rotonda que deriva al tramo sur de la RP23, mientras continuamos hacia el oeste bordeando la costa del Lago Aluminé. Luego, el camino bordea la localidad de Villa Pehuenia, y cerca del paraje La Angostura se empalma la Ruta Provincial 11, para luego continuar hacia el límite con Chile en el Paso Icalma.

## Localidades
Esta ruta atraviesa los siguientes municipios y parajes:

### Zapala
- Zapala
- Los Catutos

### Picunches
- Primeros Pinos

### Aluminé
- Kilka
- Litrán
- Villa Pehuenia

## Turismo
La RP13 forma parte de la "Ruta del Pehuén", ya que recorre la transición del paisaje árido de Zapala al de la "Pehuenia" o "Araucanía" (región caracterizada por el Pehuén). Junto con la Ruta Provincial 23 forma parte del "Corredor de los Lagos", que se extiende por las provincias de Neuquén, Río Negro y Chubut.
Este camino permite el acceso a algunos de los destinos turísticos más importantes de la provincia: el Parque de Nieve Primeros Pinos, la localidad de Villa Pehuenia y el Parque de Nieve Batea Mahuida. Al mismo tiempo, permite el acceso a los lagos Aluminé y Moquehue, donde se desarrollan actividades recreativas de temporada estival.